# Louis Blaringhem

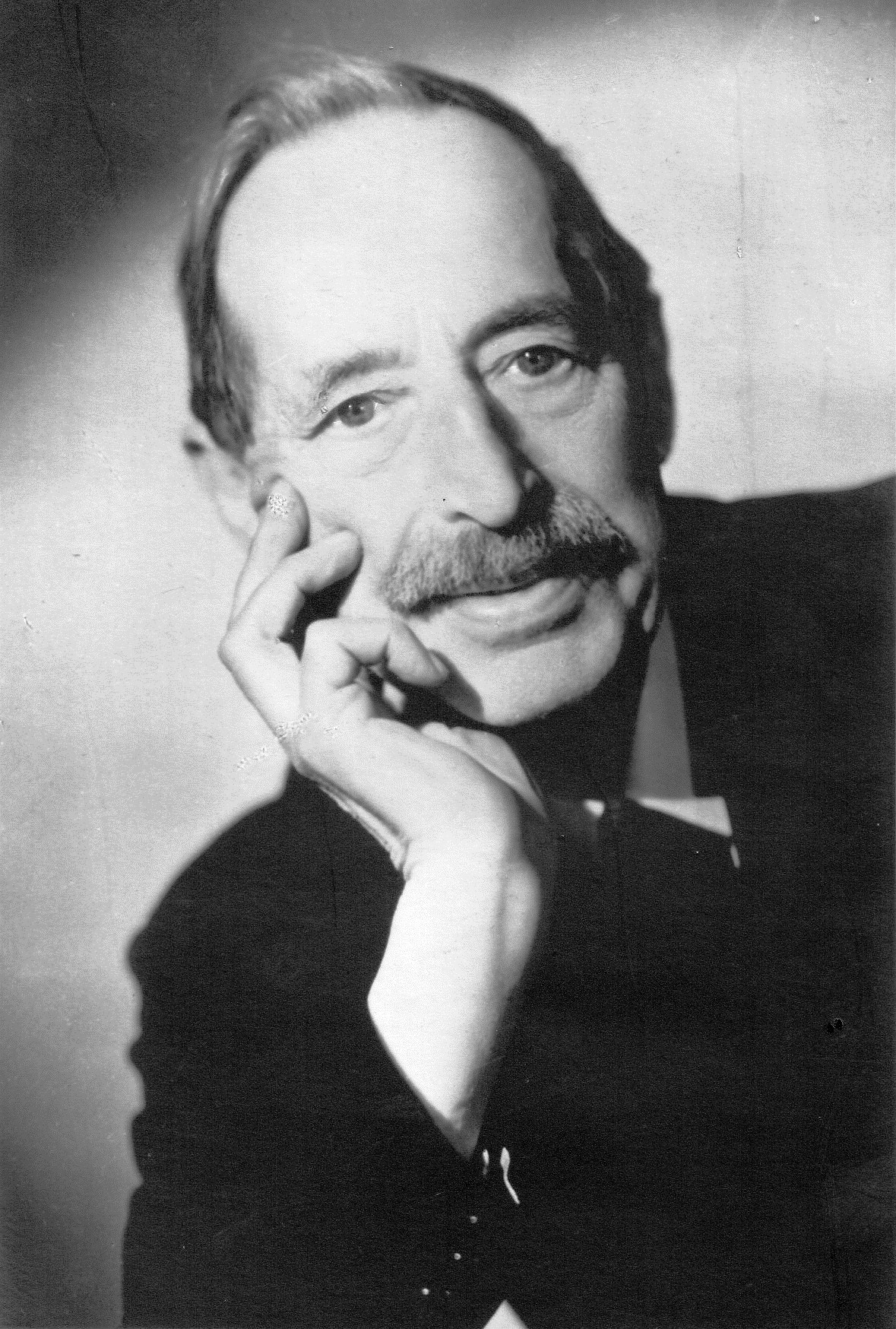
Louis Blaringhem, Präsident der Académie des Sciences

Louis Joseph Florimond Blaringhem (* 1. Februar 1878 in Locon im Département Pas-de-Calais; † 1. Januar 1958 in Paris) war ein französischer Botaniker und Agronom. Durch seine Arbeiten an der Sorbonne in den 1920er-Jahren auf dem Gebiet der genetischen Selektion, der Hybridisierung und der Pflanzenkeimung gilt er als einer der Wegbereiter der modernen Genetik. Er war Maître des Conférences an einer der beiden Eliteschulen Frankreichs, der ENS in Paris, wurde 1909 Chef de Service des renommierten Institut Pasteur und im Jahr 1947 zum Präsidenten der Académie des Sciences (französische Akademie der Wissenschaften) gewählt.

## Ausbildung und akademische Karriere
Blaringhem wuchs in bescheidenen Verhältnissen als jüngster Junge unter sechs Geschwistern auf. Sein Vater, Louis Désiré, war wie auch dessen Vater Grundschullehrer und seine Mutter, Marie Devaux, entstammte einer Bauernfamilie aus dem Ort Douvrin. Er verbrachte eine glückliche und behütete Kindheit auf dem Lande und hatte alles andere als die Schule im Sinn. Noch im Alter von sieben Jahren versteckte er sich lieber im Ladentisch seiner Tante Julie, wenn es ans Lesen- und Schreibenlernen gehen sollte. Weder durch „Drohen noch Hiebe“ bewirkte sein Vater etwas – außer dass er schrie: „Ich will so sein wie Maniche“. Maniche war ein einfacher Arbeiter auf dem Bauernhof! „Gott“seidank gab es da einen Monsieur Dieu, Lehrerkollege seines Vaters, der den kleinen Louis auf den Geschmack an Büchern brachte. Sein erwachter Lernhunger veranlasste seinen Vater, ihm Latein und Griechisch beizubringen, bevor er ihn auf das Collège de Béthune schickte. Besonders beeindruckte den jungen Louis Blaringhem offenbar, dass sein Vater 1895 vom französischen Nationalen Erziehungsministerium und 1896 vom französischen Landwirtschaftsministerium für die systematische Durchführung von Pflanzenversuchen (u. a. mit Kartoffeln und Tabak) ausgezeichnet worden war. Bildung wurde in der Familie also großgeschrieben – zwei seiner Brüder wurden Ingenieure und ein weiterer Tierarzt. Bereits 1895 verließ Louis Bethune als Bakkalaureus (vergleichbar: Abiturient) und absolvierte im Jahr 1891 ein Jahr in spezieller Mathematik am Lycée Faidherbe in Lille, bevor er sich an den Eliteschulen École polytechnique und École Normale Supérieure (ENS) in Paris bewarb. Beide nahmen ihn praktisch gleichzeitig an, für letztere entschied er sich und absolvierte eine bemerkenswerte akademische Karriere. Im Jahre 1902 wurde er wissenschaftlicher Mitarbeiter, 1903 bester Absolvent des Staatsexamens in Naturwissenschaften. Die Lehrbefähigung für Geologie und Botanik an der ENS erhielt er im selben Jahr, und 1907 erlangt er den Doktorgrad in Naturwissenschaften, worauf ihm alsbald die Verantwortlichkeit für die wissenschaftliche Fakultät in Paris übertragen wurde. Zwei Jahre später war er Chef de Service am Institut Pasteur und Direktor des bei Angers gelegenen botanischen Gartens Arboretum de la Mauléverie. Im Jahr 1912 wurde er als Professor für Landwirtschaft an das Conservatoire National des Arts et Métiers (CNAM) berufen und behielt diesen Lehrstuhl bis 1922 inne. 1928 wurde Blaringhem – obwohl erst 50 Jahre – als jüngstes Mitglied in die Académie des Sciences aufgenommen. 1930 wurde er zunächst Maître de Conférence und daraufhin professeur titulaire an der Sorbonne bis zu seinem Ruhestand im Jahre 1949.

## Leben und Wirken
Louis Blaringhem verkörpert die typische Figur eines französischen, biologischen Forschers des frühen 20. Jahrhunderts, der zunächst der Wiederentdeckung der Mendelschen Gesetze keinerlei Bedeutung zuerkannte. Vielmehr baute er auf die Vererbungslehre eines sogenannten Neo-Lamarcksismus auf und ließ sich von der Evolutionsforschung inspirieren, der Hugo de Vries, einer der Wiederentdecker der Mendelschen Regeln, mit seiner Mutationstheorie neue Impulse verlieh. Hierdurch und seine besondere Gabe, empirische Forschungsergebnisse immer wieder mit Wissenschaftstheorien abzugleichen, änderte er seine Meinung. So wurde er in der Zeit zwischen den beiden Weltkriegen zu einem der führenden Gelehrten bei der Einführung des Mendelismus in Frankreich, und zu einem Wegbereiter der modernen Genetik im Spannungsfeld zwischen Grundlagenforschung und angewandter Wissenschaft.
Bereits 1903 hatte Louis Blaringhem ein Praktikum im Carlsberg Labor in Kopenhagen absolviert und mit Carl Jacobsen (Sohn des Gründers der dänischen Brauerei Carlsberg) und Professor Wilhelm Johannsen zusammengearbeitet, dem Schöpfer des Begriffs Gen als Arbeitshypothese für eine neue (empirische) botanische Disziplin, die rasch für industrielle Prozesse (Pharmacie, Brauwesen, Nahrungsmittelindustrie) immer wichtiger wurde. Von der Société d’encouragement de la culture des orges de Brasserie en France (zu Deutsch etwa: Französische Gesellschaft zur Förderung des Anbaus von Braugerste) wurde er 1904 in wissenschaftlicher Mission an die zu Herman Nilsson-Ehle an die Versuchsanstalt für Saatgut in Svalöf (Schweden) gesandt: Hier erlernte der die Techniken der kontrollierten genealogischen Kultivierung. Nach seiner Rückkehr organisierte er die genetische Selektion der für die französischen Mälzer bestimmten Brauereigerste. Zu dieser Zeit begann Blaringhem auch, in der Gegend um Paris Felder anzumieten und pflügen zu lassen, um über mehrjährige Anpflanzungen die Genealogie von Mais und Gerste systematisch zu erforschen (bis etwa 1911). Jedes Jahr im Sommer reiste er in den Botanischen Garten zu Amsterdam, um auf Einladung von Hugo de Vries gemeinsam mit ihm an der Mutation und Hybridisierung von Nachtkerze (Oenothera) zu arbeiten.
Im Jahr 1907 stellte er in einer zunächst umstrittenen Doktorarbeit Thesen der durch Traumatisierung (d. h. Beschädigungen aller Art, inkl. dem Aussetzen schädlicher Strahlung) des Saatgutes hervorgerufenen Veränderungen der Erbanlagen auf. Unter dem Titel Action des traumatismes sur la variation et hérédité. Mutation et traumatismes. wurde sie seine erste von ca. 300 nachfolgenden wissenschaftlichen Veröffentlichungen. Parallel übersetzte er in diesem Jahr die zweite Auflage des Werkes Espèces et variétés; leur origine par mutation von Hugo De Vries und wurde verantwortlich für einen Kurs über landwirtschaftliche Biologie an der Faculté des Sciences de Paris. Bereits ein Jahr später nahm er unter dem Pasteur-Schüler Émile Roux Forschungen an Tabakpflanzen auf, um wirtschaftlichere Herstellungsverfahren für Nikotin zu finden. Professor Roux engagierte für dieses Team noch einen Chemiker, um präzise den Nikotinanteil zu messen und so die Effekte in reinen und hybriden Tabakzüchtungen zu analysieren. Blaringhems Arbeiten wurden von der Akademie der Wissenschaften aus dem Fonds Bonaparte bis ins Jahr 1910 gefördert. Im Verlaufe dieser, auf immer mehr Ernährungsbereiche ausgedehnten Arbeiten beteiligte er sich 1909 zusammen mit dem Direktor der Société sucrière de Bourdon (Département Puy-de-Dôme) an der speziell für die Teigwarenindustrie besonders geeignete Weizensorten. Im Jahre 1909 vertraute ihm Èmile Roux das Amt des Chef de Service am Institut Pasteur, was praktisch den Direktorenposten des botanischen Gartens in Angers (Arboretum de la Maulévrie) beinhaltete. Hier startete er die Auswahl bestimmter Meerschweinchen-Stämme nach der Vererbbarkeit ihrer Pelzfarben und etwaige bestehende Zusammenhänge zu einer besonderen Resistenz gegenüber Vergiftungen und bakterielle Infektionen. Nun zeichnete er an der Seite von G. Bohn, M. Caullery, Ch. Julin, F. Mesnil, Ch. Pérez und Et. Rabaud auch für die Herausgabe des wissenschaftlichen Bulletins der Staaten Frankreich und Belgien verantwortlich und kam als Vorstand in den Editorenkreis der Revue critique des livres nouveeaux; die als oberstes Organ der Pflege und Kontrolle der gedruckten französischen Sprache in dieser Zeit gelten darf. In diesem Jahr füllte er außerdem die Position als Sekretär in der französischen 'Societé de biologie'. Im Zuge seiner zunehmend international anerkannten wissenschaftlichen Bedeutung wurde er Mitherausgeber der monatlich erscheinenden Zeitschrift für induktive Abstammungs- und Vererbungslehre des deutschen Botanikers Erwin Baur an der Universität Berlin.
Zwischen 1914 und 1918 bildete der Erste Weltkrieg wie bei so vielen den Mittelpunkt in Blaringhems Leben. Als Caporal bzw. Sergent (Gefreiter) eingezogen tat er dann als Adjudant (Feldwebel) im 6e régiment territorial d’infantrie Dienst, kam danach bis 1915 zur Brigade des fusiliers marins und trug zeitweise den Titel eines Artillerie-Offiziers, bevor er zum Dienst in der Flugzeug-Produktion (1915–1918) abkommandiert wurde. Zum Kriegsende erhielt er im Nachhinein die Beförderung zum Kommandeur.
Nach dem Krieg stieg er wieder voll in sein akademisches Leben ein und wurde als Austauschprofessor der Universität von Paris an die renommierte Harvard-Universität delegiert. Parallel berief ihn die Direktion des Conservatoire National des Arts et Métiers (CNAM) an die Spitze einer Umfrage über technische Ausbildung in den Vereinigten Staaten. Als Delegierter der ENS wirkte er von 1922 bis 1929 als Maître de conférences de botanique (eine Art Fachgebietsleiter) an der Sorbonne. In diese Zeit vielen außerdem die Publikation seines vielbeachteten Werkes Pasteur et le transformisme (1923), seine Ernennung zum Präsidenten der Sektion für französische Sprache auf dem 5. Internationalen Kongress der Genetik in Berlin (1927), sein Einzug als Mitglied der französischen Akademie der Wissenschaften als Nachfolger des Botanikers Léon Guinard (Sektion Botanik) und seine Nominierung zum Direktor des Maison Franco-Japonaise (französisch-japanisches Haus) in Tokyo. Bei dieser Gelegenheit bereiste er die Staaten Südostasiens ausführlich. Sein internationales Renommee und die in Asien geknüpften Verbindungen – hier lernte er auch den in Frankreich ausgebildeten chinesischen Botaniker und Agronomen Li Yuying kennen – brachten ihm die Ehrenpräsidentschaft des Grand congrès du soja (Soja-Weltkongress) in Paris an der Seite Lis, seinerzeit Rektor der Universität von Peking, und des französischen Überseeministers, Marius Moutet, ein. Aus Anlass seiner Ernennung zum Präsidenten der französischen Akademie der Wissenschaften im Jahre 1947 verzichtete er auf seinen persönlichen Lehrstuhl in Botanik an der Sorbonne und widmete sich fortan den Dingen, die ihm persönlich bis zu seinem Lebensende am Herzen lagen, so auch der ENS und der Förderung der Bildung. In seinem Ruhestand (ab 1948) unterhielt er ein kleines Labor an der Sorbonne und behielt auch sein Posten als Direktor des botanischen Gartens Arboretum Gaston Allard in Angers bei. Louis Blaringhem entschlief 1958 nach einem erfüllten Arbeits- und Forscherleben. Er wurde unter großen Ehren am Dreikönigstag in einer Familiengruft in seinem geliebten Geburtsort beerdigt.

## Würdigung
Louis Blaringhem wurde für seine Verdienste während des Ersten Weltkriegs zum Chevalier de la légion d’honneur à titre militaire (Ritter der französischen Ehrenlegion) ernannt. Vor dem Hintergrund seines botanischen Wissens, seiner wissenschaftlichen Systematik und verschiedener praktischer Versuchsreihen verhalf er der französischen Rüstungsindustrie zu Problemlösungen und Verbesserungen auf unterschiedlichen Gebieten. So fand er beispielsweise heraus, dass das Holz der Ulme für die Propellerproduktion viel besser geeignet ist, als das zuvor verwendete Buchenholz. Hierfür war er bereits 1916 mit dem französischen Croix de guerre ausgezeichnet worden.
Während seiner Japanaufenthalte am Ende der 1920er Jahre empfing ihn der japanische Kaiser Hirohito, der ihn als Wissenschaftler sehr schätzte und alle seine Bücher gelesen hatte, wiederholte Male zur persönlichen Audienz.
Ihm wurde 1930 ein persönlicher Lehrstuhl an der Sorbonne in Paris verliehen.

## Veröffentlichungen
Louis Blaringhem hat nach der Veröffentlichung seiner Dissertation überaus rege publiziert. Einige wenige Beispiele seiner über 300 publizierten Titel sind hier aufgeführt:
- Mutation et traumatismes, Paris, 1907 (seine Dissertation)
- Les transformations brusques des êtres vivants, Paris, Ernest Flammarion, 1911
- Le perfectionnement des plantes, Paris, Ernest Flammarion, 1913
- Les problèmes de l'hérédité expérimentale, Paris, Ernest Flammarion, 1919
- Pasteur et le transformisme, Paris, Masson, 1923
- Principes et formules de l'hérédité mendélienne, Paris, Gauthier-Villars, 1928
- Caractères morphologiques et anatomiques utilisés pour la classification des Phanérogames et des Cryptogames vasculaires, Cours professé à la Faculté des sciences de Paris, 1929–1930
- Les inflorescences et les fleurs, Cours professé à la Faculté des sciences de Paris, 1930–1931